# Sułkowski (dramat)
Sułkowski. Tragedia  – dramat Stefana Żeromskiego w pięciu aktach opublikowany po raz pierwszy w 1910 r.

## Treść
Tytułowym bohaterem jest Józef Sułkowski, adiutant Napoleona Bonapartego, reprezentujący bliski autorowi ideał jednostki podejmującej heroiczną walkę dla dobra ogółu. Sułkowski kieruje się motywacją ideową: marzy o Polsce, w której idea sprawiedliwości zrealizuje się poprzez miłość, marzy o wyzwoleniu chłopów i świadomości obywatelskiej. Jego przeciwieństwem jest postać Napoleona Bonapartego, który godzi motywacje osobiste ze świadomością konieczności dziejowej.

## Dzieje sceniczne
W 1915 r. w Krakowie wystawiono pierwszy akt utworu. W 1917 r. w Kijowie odbyła się inscenizacja całej sztuki w reżyserii Juliusza Osterwy. W kolejnych latach utwór był inscenizowany m.in. w:
- Teatrze Wielkim w Poznaniu (1921, reż. Bolesław Bolesławski
- Teatrze im. Wojciecha Bogusławskiego w Warszawie (1923, reż. Juliusz Osterwa)

- Teatrze Rozmaitości w Warszawie (1923, reż. Paweł Owerłło)
- Teatrze "Reduta" w Wilnie (1928, reż. Juliusz Osterwa)
- Teatrze Miejskim im. Juliusza Słowackiego w Krakowie (1932)
- Teatrze Polskim w Poznaniu (1934, reż. Kazimierz Korecki)
- Teatrze Polskim w Warszawie (1936)
- Wojewódzkim Teatrze Dolnośląskim w Jeleniej Górze (1946, reż. Marian Godlewski)
- Teatrze Polskim Bielsko-Cieszyn (1947, reż. Stanisław Kwaskowski)
- Wojewódzkim Teatrze Dolnośląskim we Wrocławiu (1948, reż. Jerzy Walden)
- Teatrze im. Wojciecha Bogusławskiego w Kaliszu (1949, reż. Wacław Ścibor)
- Teatrze Narodowy im. Wojska Polskiego w Warszawie (1951)
- Teatrze im. Stefana Jaracza Olsztyn-Elbląg (1952, reż. Stanisław Milski)
- Teatrze Wybrzeże w Gdańsku (1957, reż. Tadeusz Żuchniewski)
- Teatrze Ziemi Opolskiej (1960, reż. Marian Godlewski)
- Teatrze im. Juliusza Osterwy w Lublinie (1960, reż. Jerzy Rakowiecki)
- Teatrze im. Stefana Żeromskiego Kielce-Radom (1962, reż. Zbigniew Stok)
- Praskim Teatrze Ludowym (1962, reż. Jerzy Rakowiecki)
- Teatrze Współczesnym w Szczecinie (1964, reż. Jerzy Kreczmar)
- Teatrze Dramatycznym im. Aleksandra Węgierki w Białymstoku (1964, reż. Jerzy Zegalski)
- Teatrze Śląskim im. Stanisława Wyspiańskiego w Katowicach (1966, reż. Józef Para)
- Teatrze Polskim w Bydgoszczy (1966, reż. Jan Błeszyński)
- Teatrze Polskim w Warszawie (1968, reż. Jerzy Kreczmar)
- Teatrze Dramatycznym w Wałbrzychu (1969, reż. Celestyn Skołuda)
- Teatrze Dramatycznym w Warszawie (1974, reż. Kazimierz Dejmek)
- Teatrze Polskim we Wrocławiu (1974, reż. Wanda Laskowska)
- Teatrze im. Stefana Żeromskiego, Kielce-Radom (1974, reż. Ryszard Krzyszycha)
- Teatrze Polskim Bielsko-Cieszyn (1975, reż. Marek Okopiński)
- Teatrze im. Juliusza Słowackiego w Krakowie (1975, reż. Jerzy Zegalski)
- Teatrze im. Stefana Żeromskiego w Kielcach (1985, reż. Bogdan Augustyniak)
- Scenie u Radziwiłłów w Warszawie (1995, reż. Bogdan Śmigielski)[2]

## SpektakleTeatru Polskiego Radia
- Sułkowski (1953, adaptacja i reżyseria Zbigniew Kopalko)
- Sułkowski (1961, adaptacja Zofia Orszulska, reż. Jerzy Warnecki)
- Sułkowski (2000, reż. Wojciech Markiewicz)[3]

## SpektakleTeatru Telewizji
- Sułkowski (1968, reż. Ryszard Sobolewski)
- Sułkowski (1979, reż. Tadeusz Junak)[3]